# Harris Village
Harris Village es una villa de Trinidad y Tobago, que forma parte de la región de Siparia.

## Geografía
La villa abarca parte de la isla Trinidad y limita al norte con Dow Village y Oropouche, al sur con Pepper Village, al este con St. Mary's Village y Avocat Village y al oeste con Mon Desir.

## Demografía
Datos demográficos de la villa de Harris Village:
| Gráfica de evolución demográfica de Harris Village entre 2000 y 2011 |
|                                                                      |